# 小行星6381
小行星6381（英語：6381 Toyama）是一颗围绕太阳公转的小行星。1988年2月21日，T. Fujii、渡邊和郎在北见发现了此天体。
这颗小行星的绝对星等为119.17110等。